# المكتبة الوطنية الألمانية للعلوم والتكنولوجيا
المكتبة الوطنية الألمانية للعلوم والتكنولوجيا، هي المكتبة الوطنية لجمهورية ألمانيا الاتحادية لجميع مجالات الهندسة والتكنولوجيا والعلوم الطبيعية. توملها الوزارة الاتحادية للتعليم والبحث العلمي والولايات الألمانية الستة عشر. تأسست في عام 1959، وتعمل المكتبة بالتعاون مع جامعة لايبنتز هانوفر. بالإضافة إلى الحصول على الأدبيات العلمية، فإنها تجري أيضا البحوث التطبيقية في مجالات مثل أرشفة المواد غير النصية، والتصور البياني وإنترنت المستقبل.
المكتبة تشارك أيضا في عدد من المبادرات مفتوحة المصدر. مع مجموعة من أكثر من 8.9 مليون وحدات في عام 2012، أصبحت المكتبة من أكبر مكاتب العلوم والتكنولوجيا في العالم.

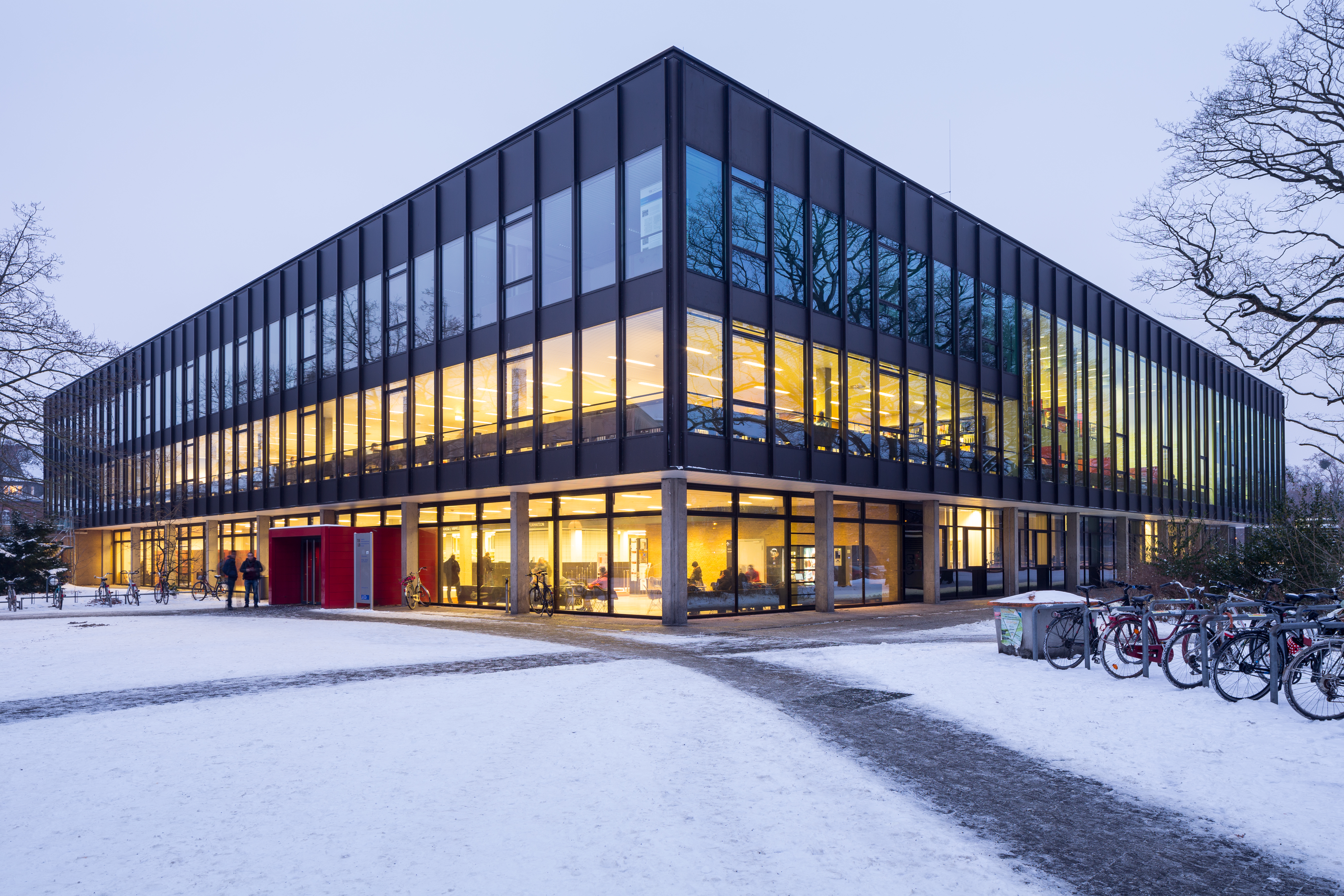
المكتبه الوطنيه الالمانيه للعلوم والتكنولوجيا

## تاريخ
المكتبة الوطنية الألمانية للعلوم والتكنولوجيا لها جذورها في مكتبة كلية التدريب المهني العالي / المعهد البوليتكنيك في هانوفر تأسست في عام 1831.
توسعت المكتبة كمؤسسة مع تطور الكلية التقنية في جامعة هانوفر.
خلال الحرب العالمية الثانية المكتبة لم تعاني من أي خسائر بسبب نقل الكتب إلى بر الأمان في الوقت المناسب. ونتيجة لذلك، كان لديها مجموعة قيمة وفريدة من الكتب في ألمانيا. الأساس القانوني هو معاهدة وقعتها الولايات ألمانيا لتعاونها بتمويل مؤسسات البحث العلمي. في عام 1977 أصبحت المكتبة مركز وطني لمجتمع البحث، بتمويل مشترك من قبل الحكومة الألمانية الاتحادية (30٪) والولايات الاتحادية (70٪).

## مجموعات
المكتبة الوطنية الألمانية للعلوم والتكنولوجيا تستحوذ على الأدب في جميع المجالات الهندسية، كذلك الهندسة المعمارية، تكنولوجيا، المعلومات، الكيمياء، الرياضيات، الفيزياء، والعلوم الأساسية الأخرى. وهي متخصصه في الحصول على «الأدب الرمادي»، من الصعب الحصول عليه ولا يتوفر عن طريق الكتب أو المجلات التجارة العاديه. كما تحمل عدد كبير من المعايير والقواعد، والمصدر بيانات، وقائع المؤتمرات العلمية والأوراق البحثية الحكومية وأطروحات وتشمل المجموعات الخاصة. «مجموعة ألبرشت هاوبت» من المقدمة الرقميه والرسومات المعمارية والتركيز الإقليمي على الأدب الفني من شرق آسيا وشرق أوروبا. فيلم المواد السمعية والبصرية التي عقدت من قبل مؤسسة مراقبة الإنترنت هو الآن في المكتبة.
في عام 2011 كانت حيازاتها:
- 8,900,00 الكتب، بالمجلات، والمواد الرقمية
- 5.500.000 الكتب
- 3.400.000 المواد المتناهية الصغر
- 78.000 الوثائق الرقمية الفردية (كتب اإكترونية، أطروحات إلكترونية)
- 46.000 مجلات إلكترونية
- 17.000 المجلات المتخصصة (طباعة)
- 3.500 البيانات المتخصصة
- 15.750.000 وثائق مسجله المعايير والمبادئ
- المجموعات الكتبية تحتل 125 كيلومترا من رفوف.

## وصلات خارجية
- German National Library of Science and Technology
- German Portal on Technology and the Natural Sciences
- Goportis: Leibniz Library Network for Research Information
- ViFaChem II: The Virtual Library of Chemistry
- SCOAP3-DH: International Consortium for Open Access Publishing in High Energy Physics
- Visual Access to Research Data